# Erkki Raatikainen
Erkki Raatikainen, född 24 maj 1930 i Jyväskylä, Finland, död 30 januari 2011 i Helsingfors, var en finländsk socialdemokratisk politiker och mångårig chef för public service-företaget Yleisradio (YLE). Han var gift med Kaisa Raatikainen.

## Biografi
Erkki var son till den socialdemokratiska politikern Jussi Raatikainen och efter studentexamen började han 1948 sin karriär som frilansjournalist, innan han arbetade för SDP:s partitidning Suomen Sosialidemokraatti 1950-1955. Efter det arbetade han på British Broadcasting Corporation (BBC) i London och 1958 till 1961 som redaktör på Rundradion. Efter att ha arbetat som nyhetschef på TV-stationen Suomen Television var han 1964-1966 åter vid partitidningen SDP, och arbetade sedan en kort tid som radiojournalist på YLE.
År 1966 efterträdde Raatikainen Kaarlo Pitsinki som partisekreterare för SDP. Detta uppdrag hade han fram till 1969 då han efterträddes av Kalevi Sorsa.
Från 1970 var han ordförande och generaldirektör för public service-företaget Oy Yleisradio. Raatikainen kom dit med uppgift att modernisera företaget som befann sig i kris. År 1979 avlöstes han som ordförande och koncernchef för Rundradion av Sakari Kiuru.